# 戈爾巴托夫 (下諾夫哥羅德州)
56°7′59″N 43°3′30″E / 56.13306°N 43.05833°E
戈爾巴托夫（俄语：Горба́тов）是俄羅斯下諾夫哥羅德州西部巴甫洛沃區的一個城市。位於奧卡河畔，距下諾夫哥羅德60公里。2002年人口2,662人。
1565年首見於文獻，1779年設市。